# Трус, Виталий Анатольевич
Виталий Анатольевич Трус (24 июня 1988, Новополоцк, БССР, СССР) — белорусский хоккеист, вратарь. Игрок сборной Беларуси по хоккею с шайбой.

## Биография
Виталий Трус родился 24 июня 1988 года в городе Новополоцке. Воспитанник новополоцкого хоккея. Выступал за дубль местной команды «Химик-СКА» во второй лиге Белоруссии. В сезоне 2004/05 дебютировал в высшей лиге Белоруссии за основную команду. 8 лет выступал за команду в чемпионате страны. Сезон 2012/13 играл за харьковское «Динамо» в чемпионате Украины. В следующем году выступал за солигорский «Шахтёр». В сезоне 2015/16 вновь играл за «Химик-СКА», по окончании сезона перешёл в гродненский «Неман». В составе клуба стал чемпионом Белоруссии по хоккею с шайбой 2017 года. В 2017 году был в заявке на чемпионате мира по хоккею с шайбой в составе национальной команды Белоруссии.